# دوروثيا لايتون
دوروثيا كروس لايتون (بالإنجليزية: Dorothea Leighton)‏ (2 سبتمبر 1908 - 15 أغسطس 1989) كانت طبيبة نفسية اجتماعية أمريكية ومؤسسة مجال علم الإنسان الطبي. شغلت لايتون مناصب في هيئة التدريس في جامعة كورنيل وجامعة نورث كارولينا وكانت الرئيسة المؤسسة لجمعية علم الإنسان الطبي. وقد كتبت هي وزوجها ألكساندر لايتون «باب نافاجو» الذي وُصف بأنه أول عمل مكتوب في مجال علم الإنسان الطبي التطبيقي.

## بداية حياتها وتعليمها
وُلدت دوروثيا كروس في لونينبورغ ماساتشوستس في 2 سبتمبر عام 1908 والتحقت بكلية برين ماور حيث درست الكيمياء والبيولوجيا. وتخرجت في عام 1930 وذهبت للعمل في مستشفى جونز هوبكنز كفنية. وبعد عامين درست في كلية الطب في جامعة جونز هوبكنز وتخرجت من كلية الطب في عام 1936. تزوجت من زميلها في الفصل ألكساندر لايتون في عام 1937 (لم تحصل على وظيفة في جون هوبكنز لكن زوجها حصل) وأنجبا طفلين ومن ثم تطلقا في عام 1965.

## مسيرتها المهنية وأبحاثها
درست لايتون علم الإنسان الطبي في جامعة كريتون وذلك بعد أن حصلت على شهادة طبية. وكانت طبيبة مقيمة في الطب النفسي في عيادة في بالتيمور. قامت لايتون بالعمل الميداني التابع لجامعة شيكاغو مع شعب نافاجو في أريزونا ونيو مكسيكو عام 1940. كما قامت هي وزوجها بعمل ميداني في ألاسكا وقد كانت كلتا الدراستين جزء من جهود ومحاولات لدمج أساليب علم الإنسان الطبي في المقابلات مع الطبيب النفسي. نشرت لايتون في عام 1942 كتاب يقارن بين فلسفة الصحة لدى شعب نافاجو بفلسفة البيض. ثم عملت كطبيبة في مشروع أبحاث الشخصية الهندي من عام 1942 حتى عام 1945. عملت خلال هذا الوقت مع كلايد كلوكهون وجون أدير. ويُعتبر كتابها الذي صدر عام 1944 باسم باب النافاجو مع ألكسندر لايتون «أول مثال على علم الإنسان الطبي التطبيقي».
كانت أستاذة في تنمية الطفل والعلاقات الأسرية في جامعة كورنيل من عام 1949 إلى عام 1952. درست علم النفس خلال وجودها في كورنيل ضمن سياق ريفي من خلال العمل الميداني في مقاطعة ستيرلنج نوفا سكوتيا. في حوالي عام 1960 سافرت إلى نيجيريا للقيام بعمل ميداني مماثل مع شعب اليوروبا، كما قامت بدراسات مماثلة في السويد. وقد أصبحت لايتون بعد ذلك أستاذة في الصحة العامة وعلم الإنسان الطبي بجامعة نورث كارولينا وهو منصب شغلته من عام 1965 إلى عام 1974. وعندما تقاعدت انتقلت إلى فريسنو كاليفورنيا واستمرت في المشاركة إلى حد ما في الأوساط الأكاديمية. ففي عام 1977 كانت محاضرة في جامعة كاليفورنيا سان فرانسيسكو وكانت أستاذة زائرة في جامعة كاليفورينا بيركلي من عام 1981 إلى عام 1982 وهو آخر منصب أكاديمي لها قبل وفاتها في 15 أغسطس عام 1989.

## ميراثها
أسست لايتون جمعية علم الإنسان الطبي في حين كانت أستاذة في جامعة نورث كارولينا وكانت أول رئيسة لها.